# Anita Lochner
Anita Lochner (Francoforte sul Meno, 24 aprile 1950) è un'attrice, doppiatrice e traduttrice tedesca con cittadinanza statunitense.

## Biografia
Figlia del diplomatico e giornalista statunitense Robert H. Lochner, ha recitato - tra l'inizio degli anni settanta e la metà degli anni novanta - in oltre una quarantina di diverse produzioni, soprattutto televisive.
Come doppiatrice, è stata la voce tedesca di attrici quali Isabelle Adjani, Elizabeth Alda, Joan Allen, Iwona Biemacka, Tiffany Bolling, Samantha Bond, Katine Boorman, Carole Bouquet, Eleonora Brigliadori, Anne Brochet, Kate Burton, Kim Cattrall, Joan Chandler, Julie Cobb, Melinda Culea, Patti D'Arbanville, Mireille Darc, Frances Dee, Dana Delany, Giuliana De Sio, Robyn Douglass, Lisa Eichhorn, Frances Fisher, Gina Gallego, Goldie Hawn, Catherine Hicks, Shima Iwashita, Emma Jacobs, Anna Kanakis, Dominique Labourier, Jessica Lange, Piper Laurie, Ali MacGraw, Elizabeth McGovern, Donna Mills, Miou-Miou, Paula Molina, Maureen Mueller, Thandie Newton, Joyce van Patten, Marla Pennington, Lisa Jane Persky, Mala Powers, Mimi Rogers, Winona Ryder, Marianne Savauge, Kristin Scott Thomas, Jenny Seagrove, Nitza Shaul, Roberta Shore, Mary Steenburgen, Valentina Titova, Tamlyn Tomita, Lalla Ward, Sigourney Weaver, JoBeth Williams, ecc.

## Vita privata
È stata la compagna dell'attore e regista Harry Meyen.

## Filmografia parziale

### Cinema
- La ragazza del bagno pubblico (Deep End, 1970) - ruolo: Kathy
- Das Brot des Bäckers (1977) - Margot
- Il triangolo della paura (Der Commander, 1988) - Sig.ra Mason

### Televisione
- Davor - film TV (1971)
- Der erste Frühlingstag, regia di Axel von Ambesser e Heribert Wenk (1971)
- Manolescu - Die fast wahre Biographie eines Gauners - film TV (1972)
- Squadra Speciale K1 - serie TV, 1 episodio (1973)
- Dem Täter auf der Spur - serie TV, 1 episodio (1973)
- Black Coffee - film TV (1973) - Barbara
- Tatort - serie TV, 1 episodio (1973) - Petro Schröter
- Die Macht der Gewohnheit - film TV (1974) - nipote
- Nur eine Affäre - film TV (1974)
- Plus minus null - film TV (1974) - Cornelia
- Der Monddiamant - miniserie TV (1974) - Jane Verinder
- Armer Richard - film TV (1975) - Catherine Shaw
- L'ispettore Derrick - serie TV, episodio "Due testimoni per Horst", regia di Helmuth Ashley (1975) - Andrea Königer
- Ehrlich währt am längsten - film TV (1978) - Joan Hewlett
- Stützen der Gesellschaft - film TV (1978) - Dina
- Der lebende Leichnam - film TV (1981) - Sascha
- Die kluge Witwe - film TV (1981) - Alice
- Kreisbrandmeister Felix Martin - serie TV, 1 episodio (1982)
- Wer raucht die letzte? - film TV (1983)
- Tatort - serie TV, 1 episodio (1983) - Vera
- Was soll bloß aus dir werden, regia di Horst Flick – film TV (1984)
- Gesucht: Urlaubsbekanntschaften, männlich - film TV (1985) - Sepha
- L'arca del dottor Bayer (Ein Heim für Tiere) - serie TV, 1 episodio (1985) - Silvia Leister
- Berliner Weiße mit Schuß - serie TV, 1 episodio (1986) - Carola Wiedemann
- Detektivbüro Roth - serie TV, 1 episodio (1986) - Marga Simon
- Tatort - serie TV, 1 episodio (1986) - Simone Hansen
- Médecins de nuit - serie TV (1986)
- Weiberwirtschaft - serie TV (1987)
- La clinica della Foresta Nera (Schwarzwaldklinik), serie TV, 4 episodi (1987-1988) - Angelika Schübel
- Die Männer vom K3 - serie TV, 1 episodio (1989)
- L'arca del dottor Bayer - serie TV, 1 episodio (1989) - Nina Solfrank
- Il medico di campagna (Der Landartz) - serie TV, 4 episodi (1992) - Erika Christensen
- Coswig und Sohn - film TV (1995) - Claudia Coswig
- Un caso per due - serie TV, 1 episodio (1996)

## Riconoscimenti
- Hersfeld-Preis
  - 1988